# Синя панчоха

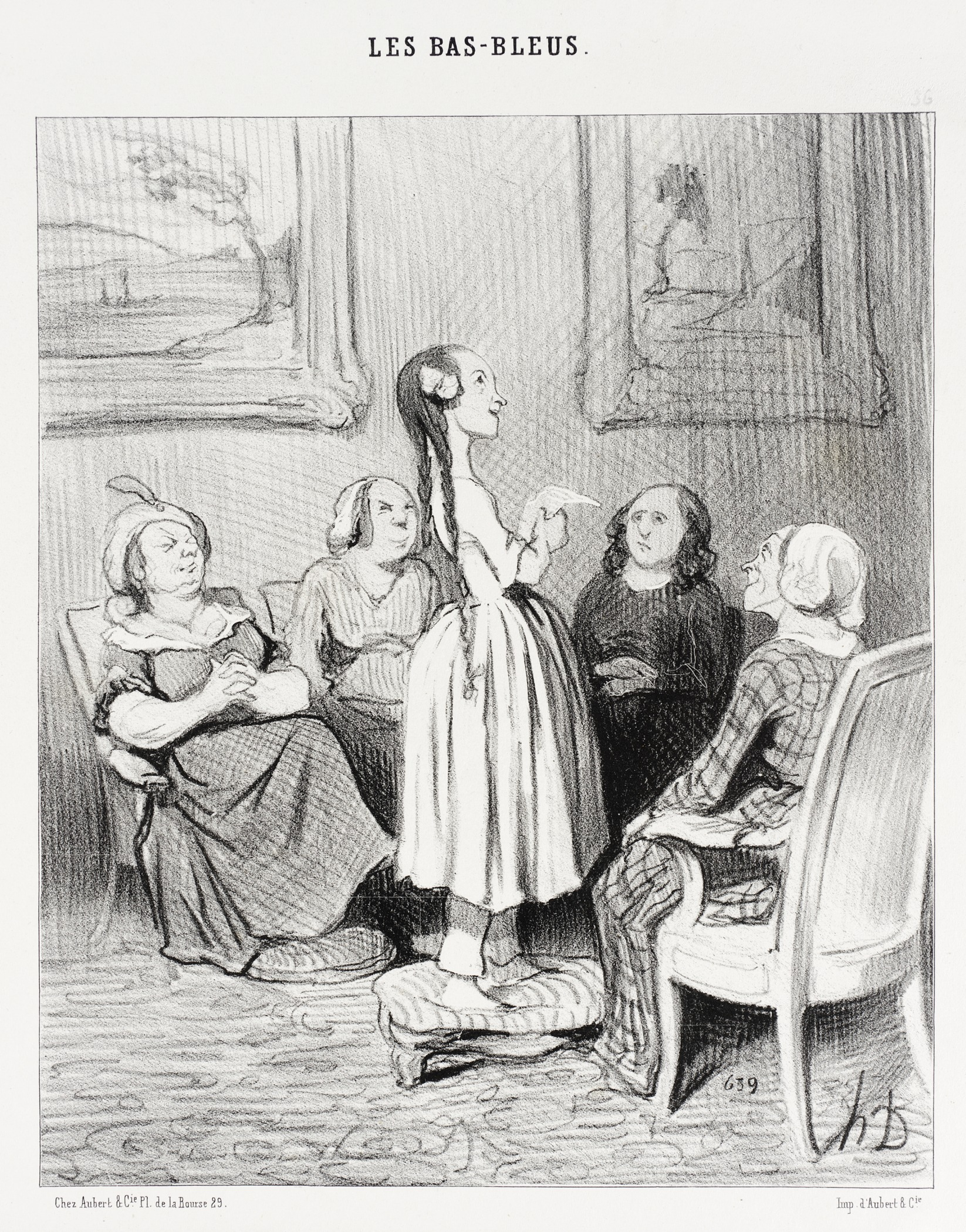
«Сині панчохи» на карикатурі Оноре Дом'є

Синя панчоха (англ. bluestocking) — характерне для епохи Просвітництва «глузливе прізвисько освіченої жінки, позбавленої чарівності і цілком поглиненої книжковими та науковими інтересами».
У ширшому сенсі — іронічна назва жінки, зовнішній вигляд, особисті якості, поведінка, діяльність, інтереси та/або спосіб життя якої (або їх прояв в суспільстві) значною мірою не відповідають жіночному стереотипу, який сформувався про жінок у сусільстві. Як правило, певні риси вважалися притаманними або позитивними для чоловіків, й натомість неналежними або нехарактерними (або навіть ненормальними) для жінок.

## Походження вислову

### В Англії
Вираз виник в Англії у 1760-тих роках у салоні письменниці Елізабет Монтегю (1718—1800). За однією з версій, найактивнішим і поважним членом цього гуртка був учений-ботанік, письменник і перекладач Бенджамін Стіллінгфліт (1702—1771), який завжди носив сині вовняні панчохи замість пропонованих тогочасним етикетом чорних шовкових. Коли він пропускав засідання гуртка, інші учасники зауважували: «Ми не можемо жити без синіх панчіх, сьогодні розмова йде погано — немає синіх панчіх!». Таким чином, прізвисько «синя панчоха» першим отримав чоловік, а сам гурток стали іронічно називати «Товариством синьої панчохи». Пізніше «синіми панчохами» почали називати жінок, які цікавилися літературою і наукою, нехтуючи домашніми справами та сім'єю.
За іншою версією, назву товариству леді Монтегю ім'я «сині панчохи» дав адмірал Едвард Боскауен (1711—1761), відомий як «Безстрашний старигань» або «Дік з кривою шиєю». Він був чоловіком однієї з найбільш активних учасниць гуртка і доволі грубо відгукувався про інтелектуальні заняття своєї дружини, глузливо називаючи засідання гуртка зустрічами «Товариства синіх панчіх». Вираз став в Англії популярним після того, як поет Джордж Гордон Байрон написав про салон леді Монтегю сатиричний твір, назвавши його «Сині» (англ. The Blues).

### У Франції
У Франції, зокрема, в Парижі, у 16 столітті також діяли салони, в яких значну роль відігравали саме жінки. Для них існував окремий термін — «вчені жінки» (з фр. femmes savantes), за назвою комедії Мольєра «Вчені жінки», в якій автор висміює «світських лженаукових педантів».
Учасниця англійського «Товариства синіх панчіх» Анна Мор у власній іронічній поемі «Bas-bleu, або бесіда» стверджує, що французька назва (фр. bas-bleu) утворилася в результаті буквального перекладу невідомим іноземцем англійської bluestocking.